# Fabien Turpaud
Fabien Turpaud est un pilote aéromodéliste né en 1986. Il est spécialisé dans la voltige indoor (en salle) ou en extérieur avec des avions atteignant jusqu'à 3 mètres d'envergure (moteurs essence de 160 cm3 et jusqu'à 20 kg). Il est champion de France 2008, 2009 et 2010,. Il a remporté en 2009 une médaille d'or internationale aux World Air Games de Turin.